# Lambert Lourijsen
Lambertus Theodorus Cornelis (Lambert) Lourijsen (Breda, 22 november 1885 – Haarlem, 10 juni 1950) was een Nederlands edelsmid, glazenier, mozaïekkunstenaar, schilder en tekenaar.

## Leven en werk
Lourijsen was een zoon van leerlooier Johannes Lourijsen en Cornelia Maria Petronella Boelen. Hij was een broer van de architect Frans Lourijsen (1889-1934). Lourijsen verhuisde in 1902 naar Amsterdam, studeerde een jaar aan de Rijksschool voor Kunstnijverheid en vervolgens aan de Rijksakademie van beeldende kunsten (1905-1906, 1907-1908) en de Haagse Academie van Beeldende Kunsten (1906-1907). Hij was een leerling van Jan Toorop, met wie hij bevriend raakte. In 1911 won hij de zilveren medaille bij de Prix de Rome, hij maakte vervolgens studiereizen naar Frankrijk en Italië. Lourijsen was actief als portretschilder en tekenaar en vanaf 1912 als docent verbonden aan het Ignatiuscollege in Amsterdam. Hij trouwde in 1914 met Henriëtte Straatemeier.

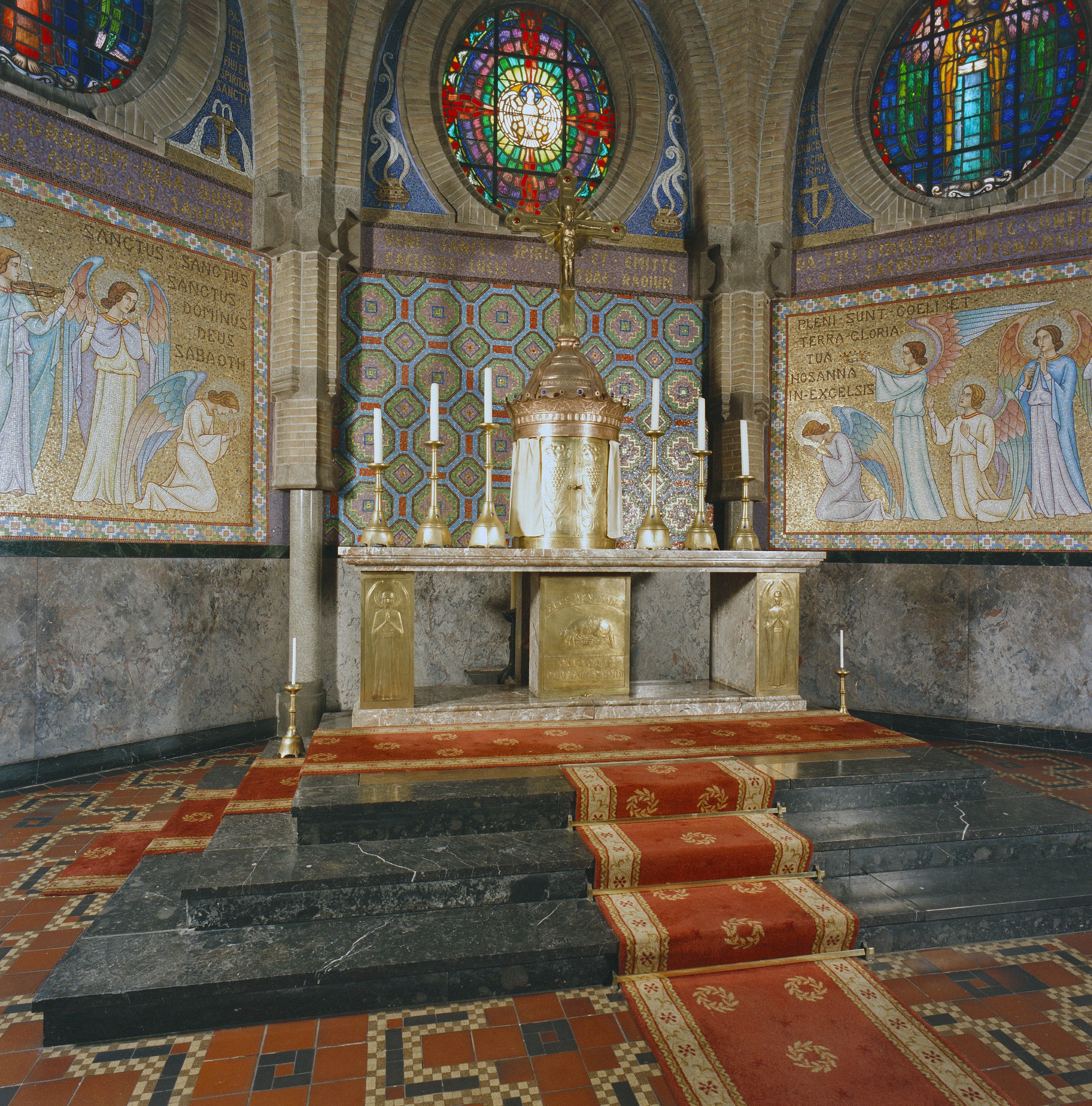
Sint-Agathakerk (Beverwijk)

In 1923 verhuisde Lourijsen met zijn gezin naar Haarlem en wijdde zich geheel aan de monumentale kunst en kunstnijverheid voor kerken. Hij ontwierp glas-in-loodramen en mozaïeken, maar was ook verantwoordelijk voor andere onderdelen van de inrichting, waaronder houtsnijwerk, kandelaars, monstransen, muurschilderingen en tapijten. Een voorbeeld daarvan is de in 1924 gebouwde Sint-Agathakerk in Beverwijk, waarvoor hij het hoofdaltaar, de preekstoel, ramen, mozaïeken en de kruiswegstaties ontwierp. Het geheel wordt beschermd als rijksmonument, onder meer vanwege de "architectuurhistorische en kunst- en cultuurhistorische waarde waarbij op verschillende wijze vernieuwing van de katholieke kerkelijke (bouw)kunst is nagestreefd door combinatie van enerzijds expressionistische elementen en anderzijds door op de vroeg- christelijke (bouw)kunst geïnspireerde elementen in zowel de architectuur als de inrichting." Uit de statische composities en gestileerd weergegeven figuren in zijn glas-in-loodramen, blijkt de invloed van Toorop. De ramen werden uitgevoerd bij de ateliers van Karel Trautwein in Haarlem, Derix in Kevelaer en vanaf 1934 bij Willem Bogtman in Haarlem. Zijn mozaïeken liet hij uitvoeren door de Rheinische Mosaikwerkstätte Peter Beyer & Sohne uit Keulen.
Vanaf 1935 liepen de kerkelijke opdrachten terug en Lourijsen wijdde zich weer aan het schilderen. Hij gaf privélessen aan onder anderen Frans Bosen en Corinne Franzén-Heslenfeld. Na de Tweede Wereldoorlog kreeg hij weer opdrachten van kerken. In 1949 maakte hij zijn laatste opdracht, een ontwerp voor veertien kruiswegstaties in de Sint-Agathakerk in Zandvoort. Hij overleed het jaar erop, op 64-jarige leeftijd, en werd naast de Agathakerk begraven.

## Werken (selectie)
- koorboogschildering (fresco) en zijaltaartjes (1920) voor de kapel van het Ignatiuscollege in Amsterdam
- mozaïek (1923-1926) in de sacramentskapel van de Sint-Bavokathedraal in Haarlem
- hoofdaltaar (1925), preekstoel (1931), ramen (1925), mozaïeken (1925-1927) en kruiswegstaties (ca. 1925) voor de Sint-Agathakerk in Beverwijk
- wandmozaïek (jaren 20) in de kapel van de Sint-Lambertuskerk in Kralingen
- glas in lood (1927) voor de Sint-Vituskerk in Bussum
- mozaïeken in de apsis en de Jozefkapel (1928), glas-in-loodramen (1948) en kruiswegstaties (1949) voor de Sint-Agathakerk in Zandvoort
- altaarversiering en twaalf Apostelramen (1928-1929) voor de Onze-Lieve-Vrouw-Geboortekerk in Halfweg
- algehele beglazing en mozaïeken (1928) voor de synagoge in Enschede[5]
- glas in lood (1929-1930) voor een appartementengebouw aan de Van Hogenhoucklaan 60 in Den Haag, een ontwerp van zijn broer Frans
- glas in lood (1929-1932) voor de Sint-Laurentiuskerk in Voorschoten
- mozaïek (1930) voor het priesterkoor van de Sint-Liduinakerk in Den Haag
- glas in lood (1932-1934) voor de Sint-Laurentiuskerk in Heemskerk
- glas in lood (1947) voor het Sint-Luciaklooster in Bennebroek

## Afbeeldingen

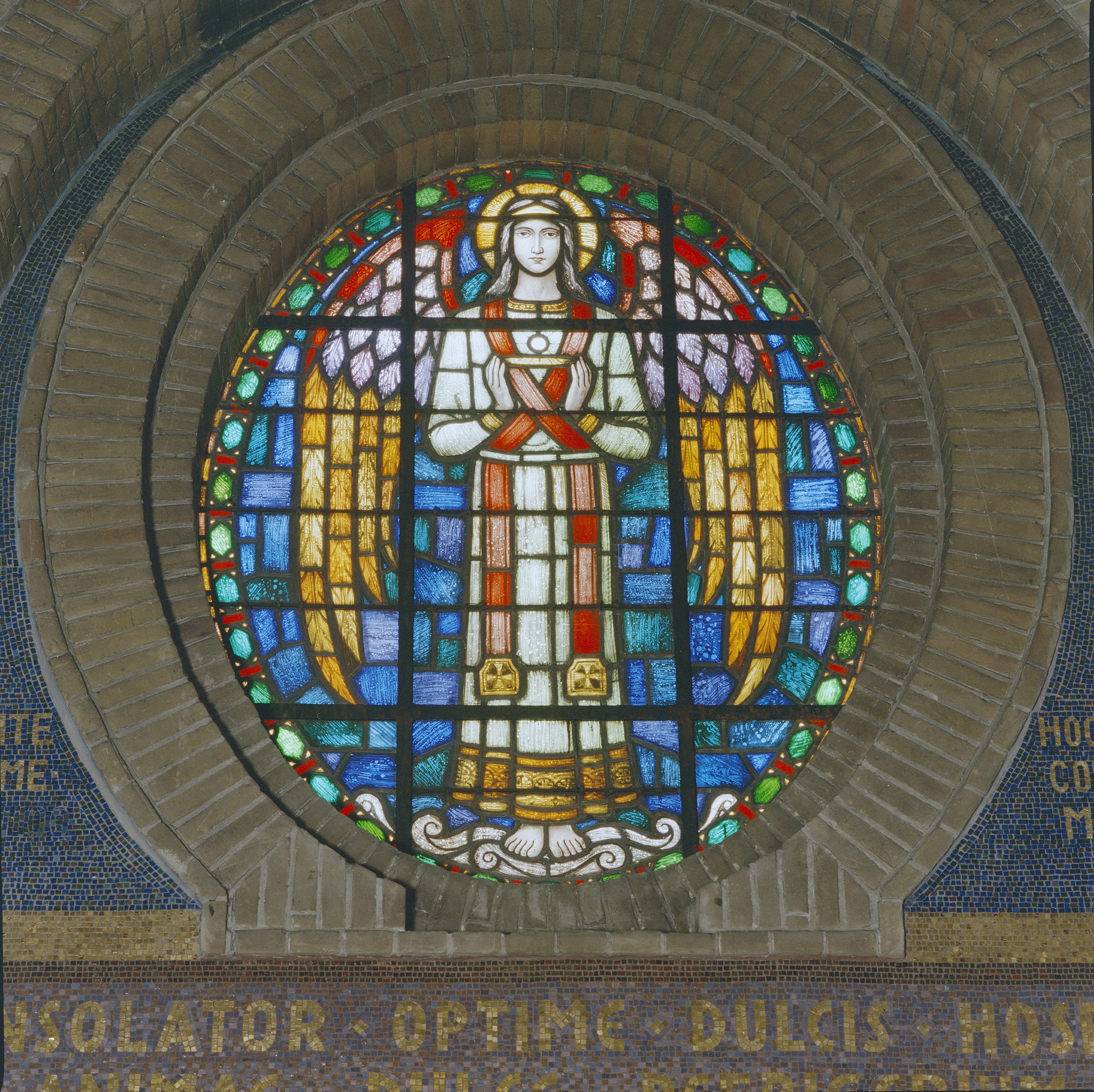
Sint-Agathakerk, Beverwijk
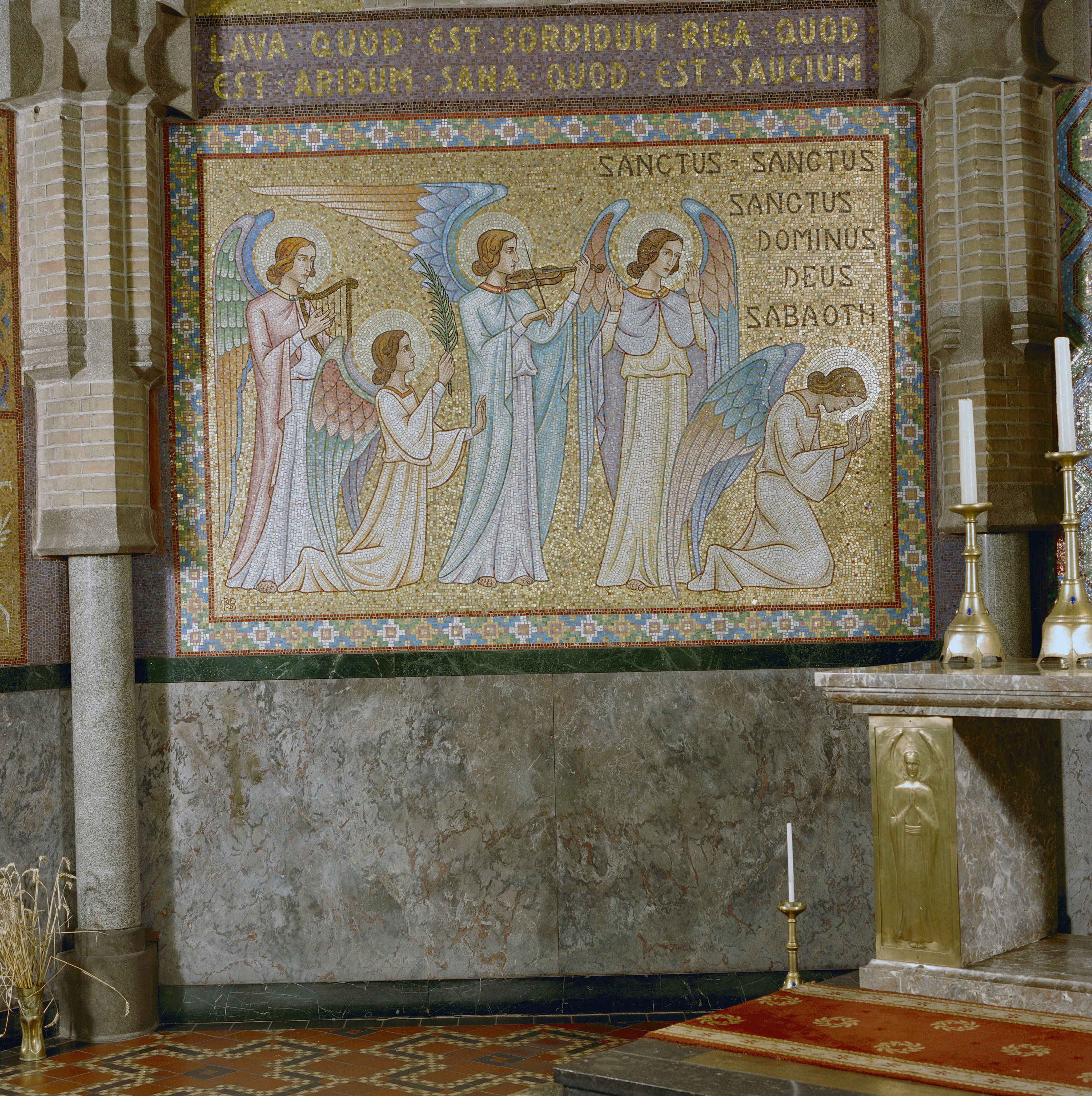
Sint-Agathakerk, Beverwijk met de tekst: Lava quod est sordidum, riga quod est aridum, sana quod est saucium
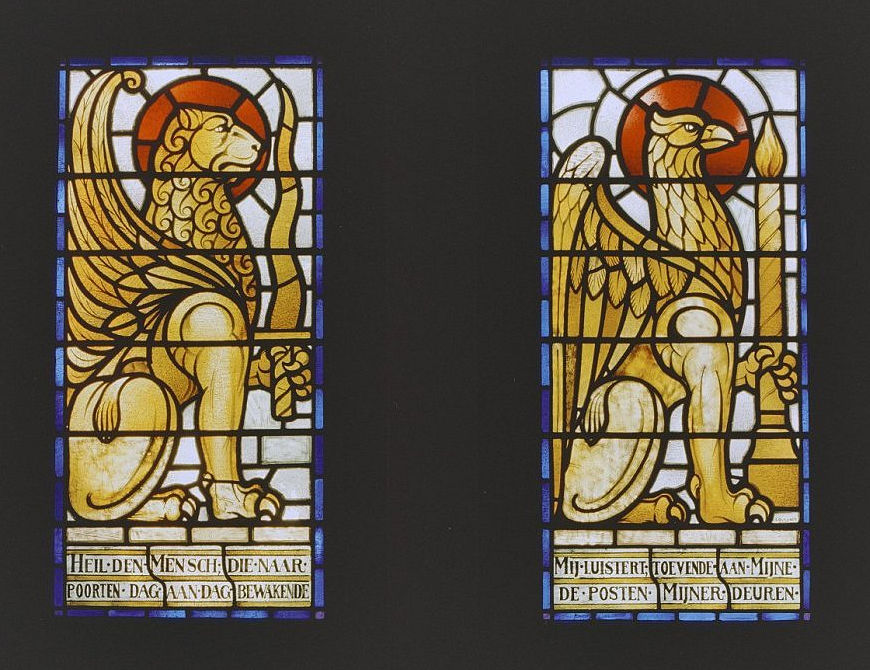
Gebrandschilderde ramen bij de ingang van de synagoge van Enschede. De tekst is een verkorte versie van Spreuken 8:34. "Gelukkig is elk mens die naar mij luistert, dag in dag uit bij mijn woning staat, de wacht houdt bij mijn deur."